# ГЕС Влінгі
ГЕС Влінгі — гідроелектростанція в Індонезії на сході острова Ява. Знаходячись між ГЕС Сутамі (вище по течії) та малою ГЕС Лодойо (4,5 МВт), входить до складу каскаду на річці Брантас, яка починається в районі міста Маланг та далі огинає по великій дузі групу вулканів (прямуючи на південь, захід, північ та північний схід), щоб у підсумку влитись до Яванського моря в місті Сурабая.
У межах проекту річку південніше від вулкану Келуд перекрили комбінованою бетонною/кам'яно-накидною греблею висотою 46 метрів, довжиною 735 метрів та товщиною по гребеню 8 метрів. Вона утворила водосховище з площею поверхні 3,8 км2 та первісним об'ємом 24 млн м3, в тому числі 5,2 млн м3 становив корисний об'єм, що забезпечувалось коливанням рівня поверхні в операційному режимі між позначками 162 та 163,5 метра НРМ. До початку 1990 року через нанесення осадів резервуар втратив 19 % свого загального об'єму, після чого внаслідок лютневого виверження Келуду виявився заповненим повністю. Проведені роботи з розчистки сховища дозволили до 2013 року відновити його об'єм на рівні 4,8 млн м3.
Пригреблевий машинний зал станції обладнаний двома турбінами типу Каплан потужністю по 27 МВт, які повинні виробляти 188 млн кВт-год електроенергії на рік.
Окрім виробництва електроенергії, комплекс повинен забезпечувати зрошення 13,6 тисяч гектарів земель.